# Aleksandar Čuić
Aleksandar „Saša“ Čuić (* 3. November 1983 in Rijeka) ist ein kroatischer Basketballtrainer und ehemaliger -spieler.

## Werdegang

### Spieler
Čuić wuchs in Rijeka auf und spielte Basketball bei Kantrida Rijeka. 1999 nahm er mit Kroatiens Kadettennationalmannschaft an der U16-Europameisterschaft teil. Mit 16 Jahren wechselte er nach Italien in den Nachwuchsbereich von Snaidero Udinese. In der Saison 2003/04 spielte er für den Verein Rotterdam Basketball in den Niederlanden und erzielte Mittelwerte von 13,8 Punkten und 6,3 Rebounds in 36 Ligaeinsätzen. 2004 ging er in die Vereinigten Staaten an die Oregon State University. Dort studierte er Internationales Wirtschaftswesen und gehörte der Basketballmannschaft der Bildungseinrichtung an. Der Wechsel an die Hochschule war auch dank Teoman Alibegović zustande gekommen, der ebenfalls an der Oregon State University gespielt hatte und Čuić empfohlen hatte. In 91 Spielen erzielte der 2,08 Meter große Power Forward im Schnitt 11,4 Punkte für die Hochschulmannschaft. Zum Zeitpunkt seines Abschieds im Jahr 2007 lag er in der Bestenliste der Oregon State University mit 105 getroffenen Dreipunktewürfen auf dem neunten und bei der Dreipunktewurftrefferquote mit 38,7 Prozent auf dem dritten Platz.
In der Saison 2007/08 stand Čuić in Diensten von AEL Limassol auf Zypern, nahm mit der Mannschaft auch am Europapokalwettbewerb EuroCup teil. Im Herbst 2008 spielte der Kroate kurzzeitig bei Erdemirspor in der Türkei (2 Ligaeinsätze: 2 Punkte, 1,5 Rebounds/Spiel).
Mitte Dezember 2009 wurde er von den Los Angeles D-Fenders aus der NBA D-League verpflichtet. Er stand in zwölf Partien für die Mannschaft auf dem Spielfeld und erreichte im Durchschnitt 5,8 Punkte sowie 2 Rebounds. Anfang Februar 2010 wurde er aus dem Aufgebot gestrichen. Im selben Monat nahmen ihn die Albuquerque Thunderbirds (ebenfalls NBA D-League) unter Vertrag. Der Kroate trug Albuquerques Farben in 20 Ligabegegnungen (7 Punkte, 4,8 Rebounds/Spiel).
In der Saison 2010/11 war er Spieler von Shahrdari Gorgan im Iran, 2011/12 spielte er für Sport Plazza Casablanca in Marokko. Anfang September 2012 nahm ihn Olin Edirne (Türkei) unter Vertrag, es kam wenig später zur Trennung, er kehrte dann zu Sport Plazza Casablanca zurück. In der Saison 2013/14 weilte Čuić erst kurz bei KK Jolly JBS Šibenik und dann ab Ende Februar 2014 bei KK Kvarner Rijeka in seinem Heimatland.
Im Sommer 2014 unterschrieb Čuić einen Vertrag bei Cheshire Phoenix in England, im Laufe der Saison 2014/15 wechselte er zu Maghreb de Fes nach Marokko. Später spielte er in Deutschland: Er verstärkte 2016/17 in Rheda-Wiedenbrück die Westfalen Mustangs in der 2. Regionalliga, mit der Mannschaft gelang ihm der Aufstieg in die 1. Regionalliga. Čuić wurde im Sommer 2017 von den EN Baskets Schwelm verpflichtet, für die er im Spieljahr 2017/18 23 Begegnungen in der 2. Bundesliga ProB bestritt (7,7 Punkte, 5 Rebounds/Spiel).
Zur Saison 2018/19 wechselte Čuić zum TuS Bramsche. Der Kroate trug mit 18 Punkten je Begegnung (17 Spiele) zum Aufstieg der Niedersachsen in die 1. Regionalliga bei. Er blieb in Bramsche und gehörte in der Saison 2019/20 mit 21,3 Punkten je Begegnung zu den besten Korbschützen der 1. Regionalliga Nord. 2020 wechselte er zu Blau-Weiß Merzen in die 2. Regionalliga.

### Trainer
Ab Anfang 2019 war er neben seiner Spielertätigkeit Co-Trainer beim Damen-Bundesligisten Osnabrücker SC, im Sommer 2019 trat er dort das Amt des Sportlichen Leiters an. Nach der Trennung von Trainer Marcelo Zubiran übernahm Čuić Anfang Dezember 2020 auch das Cheftraineramt in Osnabrück. Aus der Übergangs- wurde eine Dauerlösung. Anfang April 2021 wurde sein Vertrag als Trainer in Osnabrück um zwei Jahre verlängert, kurz darauf führte er die Niedersächsinnen in die Endspielserie um die deutsche Meisterschaft, in der man Keltern unterlag. In der Saison 2021/22 erreichte er mit Osnabrück das Halbfinale der deutschen Meisterschaft, schied dort aus und beendete das Spieljahr als Vierter.

## Persönliches
Er heiratete im August 2019 die Basketballspielerin Milica Milosev, die nach Verletzung und Schwangerschaft ab November 2020 wieder zu seinem Osnabrücker Aufgebot zählte.